# حرب العصابات (لعبة فيديو)
لعبة حرب العصابات (بالإنجليزية: Guerrilla War)، ويسمى في النسخة اليابانية:ゲバラ) أي معناها جيفارا. هي لعبة إلكترونية حربية من نوع إطلاق النار، أنتجت اللعبة من قبل شركة SNK اليابانية سنة 1987م، وتم إدخال إلى نينتندو إنترتينمنت سيستم عام 1989 من قبل شركة نينتيندو الترفيهية.

## اختلاف في الاسم
في النسخة اليابانية تظهر بطلا اللعبة كل من PLAYER 1 في دور تشي جيفارا وPLAYER 2 في دور فيديل كاسترو، وهما يستعدان للحرب في الكاريبي سنة 1950م، وهما يقودان حرب العصابات للقضاء على قوات الزعيم الكوبي المناهض للشيوعية (لم يذكر اسمه في اللعبة)، والذي أدى في النهاية إلى السيطرة على القصر وجمع الأسلحة من الجنود والدبابات.
أما في النسخة الإنجليزية، فيفضل شركة SNK اليابانية تجاهل اسم البطل ورفيقه، وتجاهل اسم الجزيرة حتى لا يمنع دخول اللعبة إلى الولايات المتحدة خلال فترة الحرب الباردة.

## دخول اللعبة إلى متجر بلاي ستيشن 3 إلالكترونية
بعد أن ضمت مجموعة NEO-GEO اليابانية التابعة لشركة SNK إلى المتجر الأروروبي، تمكنت لعبة حرب العصابات من ضمها إلى المتجر وبسعر زهيد جدا من قائمة mini، بسبب سهولة مراحل اللعبة وعودة للذكريات التي صنعها منتجو اللعبة.

## وصلات خارجية
- Guerrilla War at Neo-Geo.com (review) 1
- C64 Guerrilla War